# 帕特森岩
帕特森岩（英語：Patterson Rock）是南極洲的岩石，位於威爾克斯地，處於卡梅倫島以西0.9公里，由美國海軍拍攝空中照片，現時由南極條約體系管理。